# Opsebius perspicillatus
Opsebius perspicillatus är en tvåvingeart som beskrevs av Costa 1856. Opsebius perspicillatus ingår i släktet Opsebius och familjen kulflugor. Inga underarter finns listade i Catalogue of Life.